# Aermacchi Zeffiretto-serie
De Aermacchi Zeffiretto-serie was een kleine serie lichte motorfietsjes die het Italiaanse merk Aermacchi produceerde.
De naam "Zeffiretto" werd gebruikt op de Italiaanse markt. In de Verenigde Staten werden de machines verkocht als "Harley-Davidson M 50 en M 65". Harley-Davidson was sinds 1960 voor 50% eigenaar van Aermacchi. De Zeffiretto/M 50 en M 65's waren in Europa vrijwel en in Amerika helemaal onverkoopbaar, ondanks grote advertentiecampagnes.

## Aermacchi Zeffiretto 48 N (Harley-Davidson M 50 Scooter) en Zeffiretto 48 NP
Er waren slechts twee modellen, met als enige verschil dat de NP trappers had. Van deze NP zijn mogelijk slechts 2 tot 6 exemplaren geproduceerd. De productie eindigde dan ook binnen een jaar. Ook de 48 N werd niet erg populair: er werden er tussen 1964 en 1972 slechts 987 gemaakt. De Zeffiretto's zouden in Nederland en België als "bromfiets" worden aangeduid. Op de Amerikaanse markt werd de Zeffiretto verkocht als Harley-Davidson M 50 Scooter. Het was doorstapmodel dat geschikt was voor dames.

## Aermacchi Zeffiretto 48 S (Harley-Davidson M 50 Sport)
De Aermacchi Zeffiretto 48 S verscheen in 1965. Het was een veel sportiever model dan de 48 N en de machine werd in de VS geïmporteerd als Harley-Davidson M 50 Sport. Ook dit werd geen succes: de Sport bleef slechts een jaar een productie en er werden slechts 191 exemplaren geproduceerd. Opmerkelijk was dat de motor was veranderd: de boring was 0,6 mm groter dan bij de Zeffiretto 48 N.

## Aermacchi 65 Leggero (Harley-Davidson M 65 Sport)
De M 50 "damesbromfiets" werd in elk geval in de Verenigde Staten met een 65 cc motor aangeboden. In Italië kreeg het "herenmodel" ook een 65 cc motor en daar heette de machine 65 Leggero. In Amerika werd het de M 65 Sport.

## Technische gegevens
| Aermacchi (Harley Davidson) | Zeffiretto 48 N (M 50 Scooter)    | Zeffiretto 48 NP                  | Zeffiretto 48 S (M 50 Sport)      | 65 Leggero (M 65 Sport)           |
| --------------------------- | --------------------------------- | --------------------------------- | --------------------------------- | --------------------------------- |
| Periode                     | 1964-1972                         | 1964-1965                         | 1965-1966                         | 1967-1972                         |
| Categorie                   | Lichte motorfiets                 | Lichte motorfiets                 | Lichte motorfiets                 | Lichte motorfiets                 |
| Motortype                   | tweetakt                          | tweetakt                          | tweetakt                          | tweetakt                          |
| Bouwwijze                   | luchtgekoelde staande eencilinder | luchtgekoelde staande eencilinder | luchtgekoelde staande eencilinder | luchtgekoelde staande eencilinder |
| boring                      | 38 mm                             | 38 mm                             | 38,6 mm                           | 44 mm                             |
| slag                        | 42 mm                             | 42 mm                             | 42 mm                             | 42 mm                             |
| Cilinderinhoud              | 47,6 cc                           | 47,6 cc                           | 49,7 cc                           | 63,9 cc                           |
| Carburateur                 | 1 x Dell'Orto SHA 14/12           | 1 x Dell'Orto SHA 14/12           | 1 x Dell'Orto UA 17 S             | 1 x Dell'Orto ME 18 BS            |
| Smeersysteem                | mengsmering                       | mengsmering                       | mengsmering                       | mengsmering                       |
| Compressieverhouding        | 7,8:1                             | 7,8:1                             | 10:1                              | 8,5:1                             |
| Max. Vermogen               | 1,1 kW/1,5 pk bij 5.000 tpm       | 1,1 kW/1,5 pk bij 5.000 tpm       | 1,1 kW/1,5 pk bij 5.000 tpm       | onbekend                          |
| Topsnelheid                 | onbekend                          | onbekend                          | onbekend                          | onbekend                          |
| Primaire aandrijving        | tandwielen                        | tandwielen                        | tandwielen                        | tandwielen                        |
| koppeling                   | meervoudige natte platenkoppeling | meervoudige natte platenkoppeling | meervoudige natte platenkoppeling | meervoudige natte platenkoppeling |
| versnellingen               | 3                                 | 3                                 | 3                                 | 3                                 |
| Secundaire aandrijving      | ketting                           | ketting                           | ketting                           | ketting                           |
| Rijwielgedeelte             | plaatframe                        | plaatframe                        | plaatframe                        | plaatframe                        |
| Voorvork                    | Upside Down-voorvork              | Upside Down-voorvork              | Upside Down-voorvork              | Upside Down-voorvork              |
| Achtervork                  | swingarm                          | swingarm                          | swingarm                          | swingarm                          |
| Remmen                      | trommelremmen                     | trommelremmen                     | trommelremmen                     | trommelremmen                     |
| Tankinhoud                  | 6 liter                           | 6 liter                           | 10 liter                          | onbekend                          |